# Juin 1997

## Événements
- Réélection pour 5 ans du président croate Franjo Tuđman.
- Chute du premier ministre turc Necmettin Erbakan.
- Condamnation à mort de Timothy McVeigh, auteur de l'attentat d'Oklahoma City.

- 1er juin : en France, victoire des socialistes lors des élections législatives anticipées provoquées par la dissolution de l'Assemblée nationale par le Président de la République Jacques Chirac; Lionel Jospin devient Premier ministre.

- Le 5 juin 1997 marque le début des hostilités entre les forces armées gouvernementales aidées par les milices (appelés « cocoyes ») proches du pouvoir du président Pascal Lissouba et la milice de l'ex Président Denis Sassou-Nguesso. Lesdites hostilités débutent lorsque les premiers attaquent à l'arme lourde le domicile privée de l'ex Président Sassou, prétextant une opération de police qui avait pour motif d'arrêter des présumés coupables d'actes de troubles publics ayant engendrés de perte de vies humaines lors de la campagne électorale dans le nord du pays.

Ces événements politico-militaires ont constitué ainsi l'élément déclencheur de la « guerre de Brazzaville » qui a duré jusqu'au 15 octobre 1997, date de la fuite du président Lissouba du Congo-Brazzaville via le Gabon, et de la prise du pouvoir par Dénis Sassou Nguesso.
- 8 juin : Alpha Oumar Konaré, Président de la République du Mali, entame un second mandat de cinq ans.

- 14 juin : départ de la soixante-cinquième édition des 24 Heures du Mans.

- 15 juin :
  - 24 heures du Mans : Michele Alboreto, Stefan Johansson et Tom Kristensen gagnent sur une TWR-Porsche.
  - Formule 1 : Grand Prix automobile du Canada.

- 20 juin : admission de la Russie au G7 qui devient ainsi le G8.

- 26 juin : Bloomsbury Publishing publie Harry Potter à l'école des sorciers de J.K. Rowling à Londres au Royaume-Uni.

- 29 juin : 
  - victoire de l'opposition aux élections en Albanie, le président Sali Berisha est renversé, les troubles s'apaisent dans le pays.
  - Formule 1 : Grand Prix automobile de France.

- 30 juin : restitution de Hong Kong à la Chine[1].

## Naissances
- 1er juin : Youssef En-Nesyri, footballeur marocain.
- 17 juin : K.J. Apa, acteur et chanteur néo-zélandais.
- 18 juin : Estelle Maskame, autrice de littérature de jeunesse écossaise.
- 21 juin : 
  - Rebecca Black, chanteuse américaine.
  - Ferdinand-Zvonimir de Habsbourg-Lorraine, prince et pilote automobile autrichien.
- 25 juin : Amira Rouibet, escrimeuse algérienne.
- 27 juin :
  - Hanene Salaouandji, lutteuse algérienne.
  - H.E.R., chanteuse américaine.
- 28 juin : Jaouad Darib, joueur marocain naturalisé néerlandais de basket-ball.